# Alabi Olabiyi Olufemi
Alabi Olabiyi Olufemi –conocido como Femi Alabi– es un deportista nigeriano que compitió en tenis de mesa adaptado. Ganó tres medallas en los Juegos Paralímpicos de Verano, en los años 2000 y 2020.

## Palmarés internacional
| Juegos Paralímpicos | Juegos Paralímpicos | Juegos Paralímpicos | Juegos Paralímpicos |
| Año                 | Lugar               | Medalla             | Prueba              |
| ------------------- | ------------------- | ------------------- | ------------------- |
| 2000                | Sídney (Australia)  | Medalla de oro      | Equipo 9            |
| 2000                | Sídney (Australia)  | Medalla de bronce   | Individual 9        |
| 2020                | Tokio (Japón)       | Medalla de bronce   | Equipo 9-10         |